# Ogród zoologiczny w Lesznie
Ogród zoologiczny w Lesznie – ogród zoologiczny znajdujący się przy ulicy 17 Stycznia w Lesznie (na terenach Parku Tysiąclecia).

## Historia i kolekcja
Pierwszy zwierzyniec powstał w mieście w 1903 przy ul. Poniatowskiego. W warunkach międzywojennych utrzymywanie zwierzyńca było bardzo trudne. Dla ratowania ogrodu mieszkańcy założyli Towarzystwo Miłośników Zwierzyńca. W 1934 zoo przeniesiono na ul. Poniatowskiego, w rejon zajmowany obecnie przez Zespół Szkół Ekonomicznych. Gromadził wtedy m.in. dwa niedźwiedzie brunatne, dwa wilki, psy dingo, daniele, dziki i muflony. W 1941 okupanci niemieccy, powołując się na względy sanitarne, przenieśli zwierzyniec w obecne miejsce, gdzie zajmował on cały teren obecnego Parku Tysiąclecia. W 1945, w wyniku walk i mroźnej zimy, większość zwierząt wyginęła, a ogród przestał funkcjonować. W 1977, z inicjatywy władz miejskich, zoo reaktywowano, podporządkowując je Miejskiemu Zakładowi Zieleni. W 2010 zwierzostan liczył 25 gatunków – 12 gatunków ptaków i 13 gatunków ssaków (łącznie 35 zwierząt). Ogród przyjął obecną formę po modernizacjach przeprowadzanych w latach 1995–2002. Zobaczyć tu można m.in. dziki, jelenie, sarny, łabędzie, bażanty czy kaczki. W 2011 z ogrodu zabrano do azylu w Niemczech dwa niedźwiedzie brunatne (Kasię i Basię), które były przetrzymywane w złych warunkach. W ogrodzie brakowało odpowiedniej infrastruktury sanitarnej, a pobliski stadion żużlowy im. Alfreda Smoczyka, plac deskorolkarski i ruchliwa ulica nie były otoczeniem przyjaznym dla zwierząt.